# Ahmed Madouni
Ahmed Reda Madouni est un footballeur international algérien, né le 4 octobre 1980 à Oran. Il est défenseur et fut formé à Montpellier.

## Biographie
Ahmed Réda Madouni a fait tourner bien des têtes des sélectionneurs lors de ses débuts fracassants dans le milieu professionnel avec son club formateur du Montpellier HSC. Présenté comme le digne héritier d'un certain Laurent Blanc, ce longiligne défenseur central d'1,91 m a été lancé dans le grand bain de la Ligue 1 par Michel Mézy à tout juste 18 ans au stade de la Beaujoire de Nantes.
Par la suite, il choisit de jouer pour son pays d'origine, l'Algérie.

## Statistiques
| Saison                | Club                      | Championnat           | Championnat | Championnat | Coupe(s) nationale(s) | Coupe(s) nationale(s) | Compétition(s) continentale(s) | Compétition(s) continentale(s) | Compétition(s) continentale(s) | Total | Total |
| Saison                | Club                      | Division              | M.          | B.          | M.                    | B.                    | Comp.                          | M.                             | B.                             | M.    | B.    |
| 1997-1998             | Montpellier HSC           | 4                     | 2           | 0           | 0                     | 0                     | -                              | -                              | -                              | 2     | 0     |
| 1998-1999             | Montpellier HSC           | 4                     | 29          | 0           | 1                     | 0                     | -                              | -                              | -                              | 30    | 0     |
| 1999-2000             | Montpellier HSC           | 4                     | 22          | 1           | 0                     | 0                     | -                              | -                              | -                              | 22    | 1     |
| 1999-2000             | Montpellier HSC           | 1                     | 1           | 0           | 0                     | 0                     | -                              | -                              | -                              | 1     | 0     |
| 2000-2001             | Montpellier HSC           | 2                     | 37          | 1           | 1                     | 0                     | -                              | -                              | -                              | 38    | 1     |
| 2001-2002             | Borussia Dortmund         | 4                     | 8           | 2           | 0                     | 0                     | -                              | -                              | -                              | 8     | 2     |
| 2001-2002             | Borussia Dortmund         | 1                     | 7           | 0           | 1                     | 0                     | C1+C3                          | 2+1                            | 0                              | 11    | 0     |
| 2002-2003             | Borussia Dortmund         | 1                     | 28          | 1           | 3                     | 0                     | C1                             | 9                              | 0                              | 40    | 1     |
| 2003-2004             | Borussia Dortmund         | 1                     | 13          | 1           | 3                     | 0                     | C1+C3                          | 2+3                            | 0                              | 21    | 1     |
| 2004-2005             | Borussia Dortmund         | 1                     | 8           | 1           | 2                     | 0                     | C4                             | 2                              | 0                              | 12    | 1     |
| 2005-2006             | Bayer Leverkusen          | 1                     | 14          | 1           | 3                     | 0                     | -                              | -                              | -                              | 17    | 1     |
| 2006-2007             | Bayer Leverkusen          | 1                     | 15          | 2           | 3                     | 0                     | C3                             | 7                              | 0                              | 25    | 2     |
| 2007-2008             | Al-Gharafa SC             | 1                     | 18          | 2           | -                     | -                     | C1                             | -                              | -                              | 18    | 2     |
| 2008-2009             | Al-Gharafa SC             | 1                     | 13          | 0           | -                     | -                     | -                              | -                              | -                              | 13    | 0     |
| 2008-2009             | FC Vaslui                 | 1                     | -           | -           | -                     | -                     | -                              | -                              | -                              | 0     | 0     |
| 2009-2010             | Clermont Foot Auvergne 63 | 2                     | 31          | 1           | 4                     | 0                     | -                              | -                              | -                              | 35    | 1     |
| 2010-2011             | 1. FC Union Berlin        | 2                     | 19          | 1           | 1                     | 0                     | -                              | -                              | -                              | 20    | 1     |
| 2011-2012             | 1. FC Union Berlin        | 2                     | 15          | 0           | 0                     | 0                     | -                              | -                              | -                              | 15    | 0     |
| 2012-2013             | FC Nantes                 | 2                     | 18          | 1           | 3                     | 0                     | -                              | -                              | -                              | 21    | 1     |
| 2013-2014             | Energie Cottbus           | 2                     | 9           | 0           | 0                     | 0                     | -                              | -                              | -                              | 9     | 0     |
| Total sur la carrière | Total sur la carrière     | Total sur la carrière | 307         | 15          | 25                    | 0                     | -                              | 24                             | 0                              | 356   | 15    |

## Palmarès
- International algérien : 2 sélections (0 but)
- Vainqueur  de la Coupe Gambardella  1996 avec  Montpellier HSC
- Vainqueur de la Coupe Intertoto en 1999 avec  Montpellier HSC
- Champion d'Allemagne en 2002 avec le Borussia Dortmund
- Finaliste de la Coupe de la Ligue d'Allemagne en 2003 avec le Borussia Dortmund
- Finaliste de la Coupe de l'UEFA en 2002 avec le Borussia Dortmund
- Champion du Qatar en 2008 et 2009 avec Al Gharrafa Doha
- Vainqueur de la Coupe du roi du Qatar en 2009 avec Al Gharrafa Doha
- Finaliste de la Coupe du roi du Qatar en 2008 avec Al Gharrafa Doha
- Finaliste de la Coupe crown prince de Qatar en 2008 avec Al Gharrafa Doha